# Fellbacher Bank
Die Fellbacher Bank eG war eine Genossenschaftsbank mit Sitz im baden-württembergischen Fellbach.

## Geschäftsfeld
Die Fellbacher Bank betrieb in vier Geschäftsstellen sowohl Privat- als auch Firmenkundengeschäfte. Schwerpunkt war das Einlagen-, Wertpapier- und Kreditgeschäft. Das Portfolio wurde durch die Produkte der Unternehmen der Genossenschaftlichen FinanzGruppe ergänzt.
Die Fellbacher Bank zählte 2015 rund 22.500 Kunden und 11.023 Mitglieder. Die 100-prozentige Tochtergesellschaft FB-Immobilien GmbH & Co. KG gehörte zum Portfolio der Fellbacher Bank eG.

## Geschichte
Am 25. März 1890 wurde von Johann Georg Eppinger und 31 weiteren Personen das Gründungsprotokoll unterschrieben. Die als Darlehenskassenverein Fellbach registrierte Genossenschaft errichtete 1927 eine zweite Geschäftsstelle mit der Bezeichnung „Genossenschaftsbank Fellbach“ in der Bahnhofstraße 123.
1958 wurde von den Mitgliedern die zweite Namensänderung in „Fellbacher Bank“ beschlossen.
Am 1. Dezember 1986 öffnete die Hauptstelle am Berliner Platz. 1993 wurde der Standort in der Bahnhofstraße erstellt. 1997 zog die Filiale Oeffingen von der Kaisersbacher Straße in die Filiale in der Oeffinger Ortsmitte um.
Zum 1. Januar 2016 wurde die Fellbacher Bank mit der Untertürkheimer Volksbank zur Volksbank am Württemberg fusioniert.

## Organe und Gremien

### Vertreterversammlung
Die Rechte der Mitglieder in den Angelegenheiten der Genossenschaft wurden von Vertretern der Mitglieder in der Vertreterversammlung ausgeübt. Alle vier Jahre wurde für 50 Mitglieder ein Vertreter gewählt. Bei dieser Wahl hatte jedes Mitglied unabhängig von der Höhe seiner Beteiligung eine Stimme.

### Aufsichtsrat und Vorstand
Der Aufsichtsrat bestand aus zehn Mitgliedern, die von der Vertreterversammlung jeweils für eine dreijährige Periode gewählt wurden.

## Gesellschaftliches und soziales Engagement
Die Fellbacher Bank eG unterstützte Vereine, gemeinnützige Einrichtungen, Bildungs- und Kultureinrichtungen in Fellbach und der Region sowie die Bürgerstiftung Fellbach. Seit einigen Jahren unterstützte die Fellbacher Bank eG außerdem die Arbeiterwohlfahrt Fellbach.